# Проблема, с которой все мы живём
«Проблема, с которой все мы живём» (англ. The Problem We All Live with) — картина американского художника Нормана Роквелла, написанная в 1964 году.

## Сюжет
На картине изображена Руби Бриджес — шестилетняя афроамериканская девочка, одна из первых темнокожих учеников, допущенных к обучению в исключительно «белой» школе, идущая в школу в сопровождении сотрудников Службы маршалов США 14 ноября 1960 года. На стене позади девочки видны надписи «KKK» (аббревиатура расистской организации Ку-клукс-клан) и «nigger» (унизительное обращение по отношению к афроамериканцу), также виден след от помидора, брошенного в Руби. Угол обзора выбран так, как будто зритель стоит в толпе. Картина написана маслом на холсте и имеет размеры 91,44 × 147,32 см.

## Издание
Картина впервые опубликована 14 января 1964 года на развороте журнала Look. До этого у художника был контракт с журналом The Saturday Evening Post, который не позволял публиковать политические картины, а Look предоставил Норману площадку для выражения своих политических взглядов. Роквелл уже поднимал тему расовой сегрегации в своих работах. В отличие от предыдущих работ Нормана, в новых чернокожие люди исполняют главные роли, а в более ранних — только наблюдают или находятся в тени. Как в другой его работе, New Kids in the Neighborhood, в «Проблеме» главным героем является чернокожий ребёнок, как и в Southern Justice, жёсткий свет ярче очерчивает расовые проблемы.
По предложению Руби Бриджес, Барак Обама вывесил картину в Белом доме, где она демонстрировалась на протяжении всего октября 2011 года.

## Предыстория
Изображённая сцена относится к одному из ключевых моментов краха сегрегационной системы и начала процесса установления расового равноправия в южных штатах США. Описанная сцена повторялась ежедневно в течение всего первого года обучения Руби Бриджес в школе «Уильям Франц». Охрана из Службы маршалов была приставлена к школьнице по приказу президента США Эйзенхауэра, ввиду многочисленных угроз расправы со стороны белого населения. Описанное происходило в городе Новом Орлеане, штат Луизиана, в течение 1961 года.